# San Carlos (departament)
Departament San Carlos (hiszp. Departamento San Carlos) – departament położony w prowincji Salta. Stolicą departamentu jest San Carlos. W 2010 roku populacja departamentu wynosiła 7016. 
Departament jest położony we południowej części prowincji. Od południa graniczy z prowincją Catamarca. Od zachodu i północnego zachodu sąsiaduje z departamentem Molinoss, od północy z departamentem Chicoana, a od wschodu z departamentem La Viñ i departamentem Cafayate.
Przez departament przechodzi jedna główna droga, słynna Droga krajowa 40 (ruta nacional n.º 40 «Libertador General Don José de San Martín») przecinająca całe Andy z północy na północ. Droga przebiega między innymi przez piękny wąwóz Quebrada de las Flechas.
Jest to rejon wybitnie górski z wieloma szcztytami przekraczającymi 5000 m n.p.m. O średniej wysokości 2157 m n.p.m.. Centralnie z północy na południe rozciąga się dolina Río Calchaquí.
W skład departamentu wchodzą m.in. miejscowości: Angastaco, Animaná, San Carlos, El Barrial, Payogastilla.